# Igor' Boev
Igor' Ivanovič Boev (in russo Игорь Иванович Боев?; Voronež, 22 novembre 1989) è un ciclista su strada russo, è professionista dal 2013.

## Palmarès

### Strada
- 2007 (Juniores, una vittoria)

5ª tappa Tour de la région de Łódź (Buczek > Buczek)
- 2011 (Dilettanti, una vittoria)

3ª tappa Memorial Viktor Kapitonov (Tver' > Ržev)
- 2012 (Itera-Katusha, cinque vittorie)

Grand Prix de la Ville de Nogent-sur-Oise
2ª tappa Tour du Loir-et-Cher (Villebarou > Chailles)
Mayor Cup
3ª tappa Five Rings of Moscow (Mosca > Mosca)
Classifica generale Five Rings of Moscow
- 2014 (RusVelo, cinque vittorie)

2ª tappa Grand Prix of Adygeya (Majkop > Majkop)
5ª tappa Grand Prix of Adygeya (Majkop > Majkop)
2ª tappa Five Rings of Moscow (Mosca > Mosca)
4ª tappa Five Rings of Moscow (Mosca > Mosca)
2ª tappa Tour of Kavkaz (Majkop > Majkop)

#### Altri successi
- 2012 (Itera-Katusha)

Criterium Pitsunda
3ª tappa Circuit des Ardennes (Sedan > Charleville-Mézières, cronosquadre)
Criterium Iževsk
- 2014 (RusVelo)

Classifica a punti Grand Prix of Adygeya
Classifica a punti Five Rings of Moscow
Classifica scalatori Tour of Kavkaz
- 2019 (Gazprom-RusVelo)

Classifica traguardi volanti Vuelta a la Comunidad de Madrid

## Piazzamenti

### Classiche monumento
- Milano-Sanremo

2018: 60º
2020: 115º
- Giro di Lombardia

2016: ritirato
2017: ritirato

### Competizioni mondiali
- Campionati del mondo

Fiandre 2021 - In linea Elite: ritirato

### Competizioni europee
- Campionati europei

Plumelec 2016 - In linea Elite: 58º
Plouay 2020 - In linea Elite: 48º